# 奕棋镇
奕棋镇，是中华人民共和国安徽省黄山市屯溪区下辖的一个乡镇级行政单位。

## 行政区划
奕棋镇下辖以下地区：
徐村、奕棋村、林塘村、查塘村、博村、江村、占川村、瑶干村、朱村和龙井社区。